# Seznam českých hráčů v NHL v sezóně 2011/2012
Toto je seznam hráčů Česka a jejich statistiky v sezóně 2011/2012 NHL.

| Tým                   | Věk | Hráč              | Post | Počet zápasů | Branky | Asistence | Body | Počet zápasů v play off | Branky v play off | Asistence v play off | Body v play off |
| --------------------- | --- | ----------------- | ---- | ------------ | ------ | --------- | ---- | ----------------------- | ----------------- | -------------------- | --------------- |
| New Jersey Devils     | 35  | Patrik Eliáš      | F    | 81           | 26     | 52        | 78   | 24                      | 5                 | 3                    | 8               |
| Phoenix Coyotes       | 30  | Radim Vrbata      | F    | 77           | 35     | 27        | 62   | 16                      | 2                 | 3                    | 5               |
| Boston Bruins         | 25  | David Krejčí      | F    | 79           | 23     | 39        | 62   | 7                       | 1                 | 2                    | 3               |
| Florida Panthers      | 27  | Tomáš Fleischmann | F    | 82           | 27     | 34        | 61   | 7                       | 1                 | 2                    | 3               |
| Ottawa Senators       | 27  | Milan Michálek    | F    | 77           | 35     | 25        | 60   | 7                       | 1                 | 1                    | 2               |
| Nashville Predators   | 30  | Martin Erat       | F    | 71           | 19     | 39        | 58   | 10                      | 1                 | 3                    | 4               |
| Columbus Blue Jackets | 36  | Václav Prospal    | F    | 82           | 16     | 39        | 55   | Ne                      |                   |                      |                 |
| Philadelphia Flyers   | 39  | Jaromír Jágr      | F    | 73           | 19     | 35        | 54   | 11                      | 1                 | 7                    | 8               |
| Montreal Canadiens    | 29  | Tomáš Plekanec    | F    | 81           | 17     | 35        | 52   | Ne                      |                   |                      |                 |
| Detroit Red Wings     | 27  | Jiří Hudler       | F    | 81           | 25     | 25        | 50   | 5                       | 2                 | 0                    | 2               |
| Philadelphia Flyers   | 22  | Jakub Voráček     | F    | 78           | 18     | 31        | 49   | 11                      | 2                 | 8                    | 10              |
| New Jersey Devils     | 35  | Petr Sýkora       | F    | 82           | 21     | 23        | 44   | 18                      | 2                 | 3                    | 5               |
| Colorado Avalanche    | 35  | Milan Hejduk      | F    | 81           | 14     | 23        | 37   | Ne                      |                   |                      |                 |
| Carolina Hurricanes   | 23  | Jiří Tlustý       | F    | 79           | 17     | 19        | 36   | Ne                      |                   |                      |                 |
| Edmonton Oilers       | 28  | Aleš Hemský       | F    | 69           | 10     | 26        | 36   | Ne                      |                   |                      |                 |
| Phoenix Coyotes       | 24  | Martin Hanzal     | F    | 64           | 8      | 26        | 34   | 12                      | 3                 | 3                    | 6               |
| Ottawa Senators       | 35  | Filip Kuba        | D    | 73           | 6      | 26        | 32   | 7                       | 0                 | 2                    | 2               |
| Montreal Canadiens    | 33  | Tomáš Kaberle     | D    | 72           | 3      | 28        | 31   | Ne                      |                   |                      |                 |
| San Jose Sharks       | 30  | Martin Havlát     | F    | 39           | 7      | 20        | 27   | 5                       | 2                 | 1                    | 3               |
| New Jersey Devils     | 34  | Marek Židlický    | D    | 63           | 2      | 20        | 22   | 24                      | 1                 | 8                    | 9               |
| Dallas Stars          | 34  | Radek Dvořák      | F    | 73           | 4      | 17        | 21   | Ne                      |                   |                      |                 |
| St. Louis Blues       | 24  | Vladimír Sobotka  | F    | 73           | 5      | 15        | 20   | 9                       | 1                 | 1                    | 2               |
| Colorado Avalanche    | 33  | Jan Hejda         | D    | 81           | 5      | 14        | 19   | Ne                      |                   |                      |                 |
| Edmonton Oilers       | 25  | Ladislav Šmíd     | D    | 78           | 5      | 10        | 15   | Ne                      |                   |                      |                 |
| Chicago Blackhawks    | 23  | Michael Frolík    | F    | 63           | 5      | 10        | 15   | 4                       | 2                 | 1                    | 3               |
| Carolina Hurricanes   | 37  | Jaroslav Špaček   | D    | 46           | 5      | 10        | 15   | Ne                      |                   |                      |                 |
| Philadelphia Flyers   | 34  | Pavel Kubina      | D    | 69           | 3      | 12        | 15   | 5                       | 0                 | 1                    | 1               |
| Phoenix Coyotes       | 29  | Rostislav Klesla  | D    | 65           | 3      | 10        | 13   | 15                      | 2                 | 6                    | 8               |
| Washington Capitals   | 37  | Roman Hamrlík     | D    | 68           | 2      | 11        | 13   | 14                      | 1                 | 3                    | 4               |
| Pittsburgh Penguins   | 29  | Zbyněk Michálek   | D    | 62           | 2      | 11        | 13   | 6                       | 0                 | 1                    | 1               |
| Detroit Red Wings     | 24  | Jakub Kindl       | D    | 55           | 1      | 12        | 13   | Ne                      |                   |                      |                 |
| Phoenix Coyotes       | 33  | Michal Rozsíval   | D    | 54           | 1      | 12        | 13   | 15                      | 0                 | 0                    | 0               |
| Calgary Flames        | 20  | Roman Horák       | F    | 61           | 3      | 8         | 11   | Ne                      |                   |                      |                 |
| St. Louis Blues       | 25  | Roman Polák       | D    | 77           | 0      | 11        | 11   | 9                       | 0                 | 0                    | 0               |
| Dallas Stars          | 21  | Tomáš Vincour     | F    | 47           | 4      | 6         | 10   | Ne                      |                   |                      |                 |
| Florida Panthers      | 23  | Michal Řepík      | F    | 17           | 2      | 3         | 5    | Ne                      |                   |                      |                 |
| Columbus Blue Jackets | 21  | Tomáš Kubalík     | F    | 8            | 1      | 1         | 2    | Ne                      |                   |                      |                 |
| Winnipeg Jets         | 24  | Ondřej Pavelec    | G    | 68           | 0      | 2         | 2    | Ne                      |                   |                      |                 |
| Washington Capitals   | 35  | Tomáš Vokoun      | G    | 48           | 0      | 2         | 2    | Ne                      |                   |                      |                 |
| Columbus Blue Jackets | 35  | Radek Martínek    | D    | 7            | 1      | 0         | 1    | Ne                      |                   |                      |                 |
| Washington Capitals   | 23  | Michal Neuvirth   | G    | 38           | 0      | 1         | 1    | Ne                      |                   |                      |                 |
| Chicago Blackhawks    | 26  | Rostislav Olesz   | F    | 6            | 0      | 0         | 0    | Ne                      |                   |                      |                 |
| Washington Capitals   | 22  | Tomáš Kundrátek   | D    | 5            | 0      | 0         | 0    | Ne                      |                   |                      |                 |

- F = Útočník
- D = Obránce
- G = Brankář